# Fort Morgan
Fort Morgan, también conocido como Fort Bowyer, es un área no incorporada en el condado de Baldwin, Alabama, Estados Unidos. Está al oeste de Gulf Shores en Mobile Point. Mobile Point se extiende desde Gulf Shores hacia el oeste, hacia el histórico Fuerte Morgan en la punta de la península.

## Historia
La población en 1880 era de 38 habitantes. Una oficina de correos operó bajo el nombre de Fort Morgan desde 1892 hasta 1924.
Algunos residentes de Fort Morgan han buscado incorporar a su comunidad y han entablado un litigio contra Gulf Shores. En 2016, la legislatura de Alabama no consideró un proyecto de ley para incorporar a Fort Morgan. La Asociación Cívica de Fort Morgan ha declarado que la incorporación permitiría a la comunidad protegerse del desarrollo frente al mar, después de que Alabama hiciera una "inversión de $1.8 millones para renovar la ruinosa casa de playa del estado allí".

## Geografía
La comunidad es parte del área estadística micropolitana de Daphne-Fairhope-Foley. Extraoficialmente, junto con Orange Beach y Gulf Shores, se considera que la comunidad es parte de la región de la Costa Esmeralda en la que se encuentra el extremo occidental del mango de Florida. Además, Fort Morgan se encuentra al otro lado de Bahía de Mobile desde Dauphin Island.